# العلاقات الكويتية الهايتية
العلاقات الكويتية الهايتية هي العلاقات الثنائية التي تجمع بين الكويت وهايتي.

## مقارنة بين البلدين
هذه مقارنة عامة ومرجعية للدولتين:
| وجه المقارنة                                              | الكويت        | هايتي                                |
| --------------------------------------------------------- | ------------- | ------------------------------------ |
| المساحة (كم2)                                             | 17.82 ألف     | 27.75 ألف                            |
| عدد السكان (نسمة)                                         | 4.14 مليون    | 10.98 مليون                          |
| الكثافة السكانية (ن./كم²)                                 | 232.32        | 395.68                               |
| العاصمة                                                   | مدينة الكويت  | بورت أو برانس                        |
| اللغة الرسمية                                             | اللغة العربية | لغة فرنسية، اللغة الكريولية الهايتية |
| العملة                                                    | دينار كويتي   | جوردة هايتية                         |
| الناتج المحلي الإجمالي (بليون دولار)                      | 120.13 مليار  | 8.41 مليار                           |
| الناتج المحلي الإجمالي (تعادل القوة الشرائية) بليون دولار | 290.53 مليار  | 18.82 مليار                          |
| الناتج المحلي الإجمالي الاسمي للفرد دولار أمريكي          | 29.30 ألف     | 818                                  |
| الناتج المحلي الإجمالي للفرد دولار أمريكي                 | 73.25 ألف     | 1.73 ألف                             |
| مؤشر التنمية البشرية                                      | 0.816         | 0.483                                |
| رمز المكالمات الدولي                                      | +965          | +509                                 |
| رمز الإنترنت                                              | .kw           | .ht                                  |
| المنطقة الزمنية                                           | ت ع م+03:00   | 00                                   |

## منظمات دولية مشتركة
يشترك البلدان في عضوية مجموعة من المنظمات الدولية، منها:
| علم المنظمة | اسم المنظمة                               | تاريخ انضمام الكويت | تاريخ انضمام هايتي |
| ----------- | ----------------------------------------- | ------------------- | ------------------ |
|             | الاتحاد البريدي العالمي                   | ?                   | ?                  |
|             | يونسكو                                    | 18 نوفمبر 1960      | 18 نوفمبر 1946     |
|             | البنك الدولي للإنشاء والتعمير             | 13 سبتمبر 1962      | 8 سبتمبر 1953      |
|             | منظمة التجارة العالمية                    | ?                   | ?                  |
|             | وكالة ضمان الاستثمار متعدد الأطراف        | 12 أبريل 1988       | 11 ديسمبر 1996     |
|             | الاتحاد الدولي للاتصالات                  | 14 أغسطس 1959       | 10 أكتوبر 1927     |
|             | منظمة الشرطة الجنائية الدولية             | ?                   | ?                  |
|             | مؤسسة التمويل الدولية                     | 13 سبتمبر 1962      | 20 يوليو 1956      |
|             | الأمم المتحدة                             | 14 مايو 1963        | 24 أكتوبر 1945     |
|             | مؤسسة التنمية الدولية                     | 13 سبتمبر 1962      | 13 يونيو 1961      |
|             | منظمة حظر الأسلحة الكيميائية              | ?                   | ?                  |
|             | المركز الدولي لتسوية المنازعات الاستشارية | 4 مارس 1979         | 26 نوفمبر 2009     |

## وصلات خارجية
- موقع وزارة الخارجية الكويتية
- موقع وزارة الخارجية الهايتية